# Schefflenztalbahn
| |                               |                    |                    |
| Kursbuchstrecke (DB): | 303m (Stand 1944) 321m (1946) |                    |                    |
| Streckenlänge: | 8,6 km                        |                    |                    |
| Spurweite: | 1435 mm (Normalspur)          |                    |                    |
| Maximale Neigung: | 14 ‰                          |                    |                    |
| Minimaler Radius: | 200 m                         |                    |                    |
| |                               |                    |                    |
| \| \| \| von Osterburken \| \| \| \| 0,00 \| Oberschefflenz \| 295 m \| \| \| \| nach Neckarelz \| \| \| \| 0,90 \| Bundesstraße 292 \| Bundesstraße 292 \| \| \| 1,92 \| Mittelschefflenz \| Mittelschefflenz \| \| \| 2,80 \| Schefflenz \| Schefflenz \| \| \| 3,82 \| Unterschefflenz \| Unterschefflenz \| \| \| 6,02 \| Katzental (Baden) \| Katzental (Baden) \| \| \| 7,90 \| Schefflenz \| Schefflenz \| \| \| 8,59 \| Billigheim (Baden) \| Billigheim (Baden) \| \| \| \| \| \| \| Quellen: [1] \| \| \| \| |                               |                    |                    |
| Strecke |                               | von Osterburken    | von Osterburken    |
| Bahnhof | 0,00                          | Oberschefflenz     | 295 m              |
| Abzweig ehemals geradeaus und nach rechts |                               | nach Neckarelz     | nach Neckarelz     |
| Bahnübergang (Strecke außer Betrieb) | 0,90                          | Bundesstraße 292   | Bundesstraße 292   |
| Haltepunkt / Haltestelle (Strecke außer Betrieb) | 1,92                          | Mittelschefflenz   | Mittelschefflenz   |
| Brücke (Strecke außer Betrieb) | 2,80                          | Schefflenz         | Schefflenz         |
| Bahnhof (Strecke außer Betrieb) | 3,82                          | Unterschefflenz    | Unterschefflenz    |
| Bahnhof (Strecke außer Betrieb) | 6,02                          | Katzental (Baden)  | Katzental (Baden)  |
| Brücke (Strecke außer Betrieb) | 7,90                          | Schefflenz         | Schefflenz         |
| Kopfbahnhof Streckenende (Strecke außer Betrieb) | 8,59                          | Billigheim (Baden) | Billigheim (Baden) |
| |                               |                    |                    |
| Quellen: |                               |                    |                    |

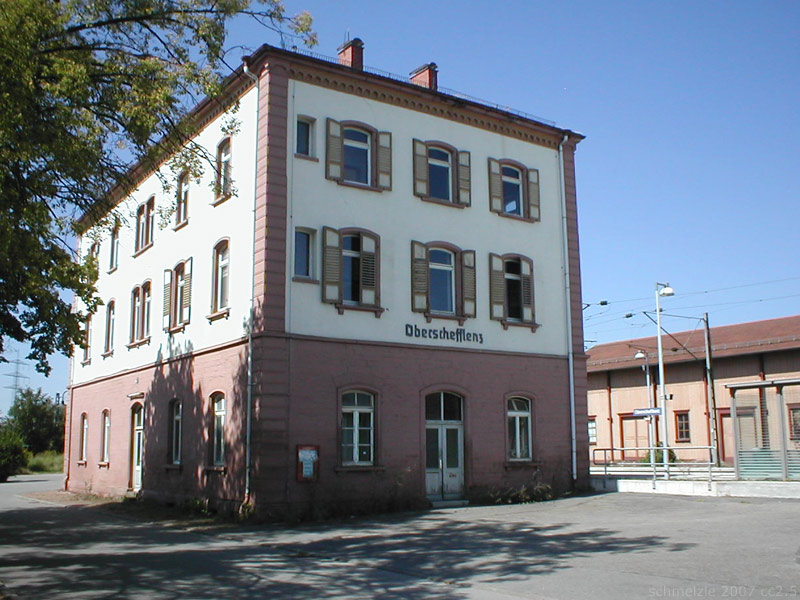
Bahnhof Oberschefflenz, Ausgangspunkt der Schefflenztalbahn

Die Schefflenztalbahn (auch Schefflenzbahn) war eine normalspurige, nichtbundeseigene Nebenbahn im nordbadischen Bauland. Sie zweigte als Stichstrecke in Oberschefflenz von der Bahnstrecke Neckarelz–Osterburken ab und folgte der namensgebenden Schefflenz talabwärts bis nach Billigheim.
Das Verkehrsunternehmen Vering & Waechter (V & W) nahm am 12. Juni 1908 den regulären Betrieb der 8,6 km langen Strecke auf und übergab sie 1917 an die Deutsche Eisenbahn-Betriebsgesellschaft (DEBG). 1963 übernahm die Südwestdeutsche Eisenbahn-Gesellschaft (SWEG) die zeit ihres Bestehens defizitäre Bahn bis zur Streckenstilllegung zum 1. Juli 1965.

## Geschichte

### Vorgeschichte, Planung und Bau
Initiator für den Bau einer Eisenbahnstrecke im Schefflenztal war ein Konsortium Mannheimer Kaufleute, das 1897 neu entdeckte Tonvorkommen bei Billigheim erwarb. Für deren Ausbeutung gründeten sie das Unternehmen Ziegel- und Mühlenwerke Billigheim GmbH. Eine private Bahn sollte eine Querverbindung zwischen dem Abschnitt Neckarelz–Osterburken der Odenwaldbahn im Norden und dem Abschnitt Jagstfeld–Osterburken der Unteren Jagstbahn schaffen und von Oberschefflenz über Billigheim und Allfeld nach Neudenau führen. Ein erstes Gutachten vom 19. März 1898 empfahl einen Streckenbau höchstens bis Allfeld, da ansonsten aus dem unteren Schefflenztal ein aufwändiger Tunnel unter dem Pfaffenberg hindurch ins Jagsttal zum – damals badischen – Neudenau notwendig gewesen wäre. Wäre die Strecke entlang des gesamten unteren Schefflenztals bis zur Mündung in die Jagst bei Untergriesheim geführt worden, hätte sie württembergisches Staatsgebiet erreicht – eine solche Trasse wurde daher nicht in Erwägung gezogen.
Am 10. Mai 1898 ersuchte das Konsortium beim Großherzogtum Baden dennoch eine Konzession für die Gesamtstrecke bis Neudenau. Der Staat wurde um einen Zuschuss in Höhe von 20.000 Mark pro Bahn-Kilometer gebeten. Im gleichen Monat begannen die Vermessungsarbeiten, noch 1898 gründete sich ein Eisenbahnkomitee. Die Anliegergemeinden erklärten sich bereit, zur Senkung der Kosten das benötigte Gelände unentgeltlich zur Verfügung zu stellen. Die Ziegel- und Mühlenwerke Billigheim GmbH stellte einen Zuschuss in Höhe von 33.000 Mark in Aussicht und gab Frachtgarantien ab. Im gleichen Jahr gerieten die weiteren Vorbereitungen ins Stocken, da sich der Erwerb einiger Privatgrundstücke schwierig gestaltete und die Finanzierung des laufenden Betriebs noch nicht gesichert war.
Als Privatunternehmer konnte das Komitee das Unternehmen Vering & Waechter (V & W) gewinnen, die zu diesem Zeitpunkt bereits für die nahe gelegene, geplante Schmalspurbahn von Mosbach nach Mudau im Gespräch war. 1901 schätzte V & W die Baukosten für die gesamte Strecke ohne Grunderwerb auf 1,067 Mio. Mark. Einen maßgeblichen Einfluss auf die Kosten hatte der Abstieg von Oberschefflenz hinab ins Schefflenztal nach Unterschefflenz. Angesichts der hohen Baukosten sei die gesamte Bahn nicht bauwürdig, bei projektierten Kosten von 880.000 Mark erachtete V & W jedoch eine nur bis Billigheim führende Stichbahn als realisierbar. Im gleichen Zuge bot sich V & W für den Bau und den Betrieb der Strecke an, vorausgesetzt die Anliegergemeinden leisteten einen Zuschuss in Höhe von rund 119.900 Mark.
Da V & W bezogen auf das nötige Anlagekapital nur mit einer Rendite von 2 % rechnete, forderte das Unternehmen einen staatlichen Zuschuss in Höhe von 35.000 Mark pro Kilometer und damit mehr als die üblichen und zunächst geforderten 20.000 Mark pro Kilometer. V & W konnte sich schließlich mit dem badischen Staat auf einen Betrag von 30.000 Mark pro Kilometer einigen. Obwohl die Finanzierung und die Streckenführung noch nicht vollständig geklärt waren, kam am 27. Juli 1902 ein badisches Gesetz für den Bau der Strecke als Privatbahn zu Stande, das diesen Betrag und eine Fertigstellung bis Ende 1907 festschrieb.
Im Februar 1903 befasste sich das Eisenbahnkomitee mit der Lage des Billigheimer Bahnhofs, was in einen bis 1906 währenden Konflikt mündete. Schließlich schlossen die Anliegergemeinden, die Ziegel- und Mühlenwerke Billigheim GmbH und V & W am 15. September 1906 einen Vertrag über den Bau der Schefflenztalbahn: Die Gemeinden traten die benötigten Flächen kostenlos an V & W ab, und die Ziegelei garantierte einen einmaligen Zuschuss von 33.000 Mark sowie jährliche Frachtandienungen in Höhe von 2.000 Mark. Daraufhin beantragte V & W die Konzession, die am 31. Januar 1907 erteilt wurde. Weil schon geplant war, den Betrieb der V & W-Strecken an das Tochterunternehmen Deutsche Eisenbahn Betriebs-Gesellschaft (DEBG) zu übergeben, wurde die Konzession von vornherein im Namen beider Unternehmen beantragt. Darüber hinaus verlängerte der badische Staat die Ende 1907 ablaufende Frist für die Fertigstellung um ein weiteres Jahr.
V & W nahm die Bauarbeiten Mitte Juli 1907 auf. Bis Ende 1907 waren der Unterbau, die Hochbauten, Durchlässe und Widerlager größtenteils fertiggestellt, Mitte Mai 1908 waren die Bauarbeiten abgeschlossen. Am 10. Juni 1908 fand die feierliche Einweihung der Bahnstrecke von Oberschefflenz nach Billigheim statt, zwei Tage darauf begann der reguläre Betrieb. Damit war die Schefflenztalbahn – vor der Strecke Staufen–Münstertal – die vorletzte normalspurige Privatbahn in Baden.

### Weitere Entwicklung
Nach der Eröffnung der Strecke bis Billigheim reichte die Gemeinde Allfeld 1909 erstmals eine Petition für eine Verlängerung der Bahn ein. V & W lehnte einen Weiterbau ab, nachdem in den Jahren vor dem Ersten Weltkrieg schon die bestehende Strecke kaum rentabel war und von einer Verlängerung keine wesentlichen Mehreinnahmen erwartet wurden. Am 26. März 1910 legte der Badische Staat der Gemeinde ausführlich dar, dass der hohe Aufwand für eine Verlängerung – so hätten in Billigheim einige Häuser weichen müssen, und im weiteren Verlauf hätte die Schefflenz drei Mal überquert werden müssen – einen Weiterbau nicht rechtfertigten. Weitere Eingaben in den Jahren 1911 und 1913 blieben gleichermaßen erfolglos.
Mit Wirkung zum 1. April 1917 übertrug V & W die Strecke an ihr Tochterunternehmen DEBG.
In der Zwischenkriegszeit verschlechterte sich die wirtschaftliche Situation der Strecke, sie fuhr nur noch Verluste ein. Mit Unterstützung der Gemeinde Billigheim richtete die Deutsche Reichspost eine Kraftpostlinie von Mosbach nach Billigheim ein, die der Strecke Fahrgäste entzog. 1929 waren die Züge werktags durchschnittlich nur noch mit 54 Personen besetzt. Anfang der 1930er Jahre ging die Ziegel- und Mühlenwerke Billigheim GmbH in Konkurs. Der neue Besitzer verlagerte den Versand 1935 von der Schiene auf die Straße. In den 1930er Jahren fuhr die Bahn jährliche Verluste zwischen 7.000 und 25.000 Reichsmark (RM) ein.
1936 erwog die DEBG noch einmal eine Verlängerung der Strecke über Allfeld bis ins Jagsttal, um zusätzlichen Verkehr anzuziehen – nun aber entlang der gesamten unteren Schefflenz bis nach Untergriesheim. Aufgrund der damit verbundenen Risiken setzte sie die Pläne nicht um, sondern richtete stattdessen am 10. Oktober 1937 eine parallele Buslinie von Oberschefflenz bis Billigheim und dann weiter nach Untergriesheim ein. Bis 1938 ersetzte der Bus täglich drei der vier zuvor verkehrenden Zugpaare.
Ende der 1930er Jahre plante die DEBG erstmals, die Strecke stillzulegen, was durch den Zweiten Weltkrieg zunächst verhindert wurde. Während des Kriegs erlitt die Strecke keine Schäden. 1945 ruhte der Verkehr von der zweiten Aprilwoche bis zum 7. September. In der Nachkriegszeit blühte der Verkehr auf der Strecke wie andernorts noch einmal auf, und man transportierte bis zu 150.000 Fahrgäste jährlich. Das Aufkommen sank jedoch bis 1963 wieder auf das Niveau der 1930er Jahre. Lediglich für den Schülerverkehr kam der Strecke eine gewisse Bedeutung zu. Ein inzwischen erweitertes Busnetz bediente 1961 die Linien Waldmühlbach–Neckarsulm und Oberschefflenz–Untergriesheim. Für den Güterverkehr hatte die DEBG zwischenzeitlich einen Lastkraftwagen beschafft.

### Niedergang
Zum 1. Mai 1963 ging die Schefflenztalbahn zusammen mit den anderen südwestdeutschen DEBG-Strecken an die Südwestdeutsche Eisenbahn-Gesellschaft (SWEG) über.
In den 1960er Jahren konnte der Betrieb nur noch mit hohen Subventionen des Landes Baden-Württemberg aufrechterhalten werden. 1961 – zu diesem Zeitpunkt verkehrte nur noch ein Personenzugpaar am Morgen – lagen die Einnahmen nur noch bei einem Viertel derer von 1949. Hinzu kam, dass die Bahnanlagen, die seit ihrer Eröffnung keiner Erneuerung unterzogen wurden, inzwischen stark sanierungsbedürftig waren. Überdies war die Schefflenztalbahn die einzige DEBG- beziehungsweise SWEG-Strecke, auf der damals nur dampfbespannte Züge zum Einsatz kamen und deren Betrieb weder durch Triebwagen noch durch Diesellokomotiven rationalisiert wurde. Das Wagenmaterial stammte noch aus der Eröffnungszeit, die geschätzten Kosten für eine Erneuerung der Gleise lagen bei rund 1.200.000 DM, weitere 80.000 DM wären für erneute Hauptuntersuchungen an den beiden Dampfloks erforderlich gewesen.
In Anbetracht dieser desolaten Situation beantragte die SWEG am 1. Mai 1964 die Entbindung von der Betriebspflicht und damit die Stilllegung für die Schefflenztalbahn. Gegen den vehementen Widerstand der Gemeinde Billigheim, die dadurch ihre Position als Wirtschaftsstandort gefährdet sah, gab das Land dem Antrag am 27. Mai 1965 statt. Letzter Betriebstag zwischen Oberschefflenz und Billigheim war der 30. Juni 1965. Der Abbau der Gleisanlagen dauerte bis Ende 1965 an, und das rollende Material wurde bis Januar 1966 vor Ort verschrottet. Den Personenverkehr übernahm nach der Stilllegung der Postbus.

## Betrieb

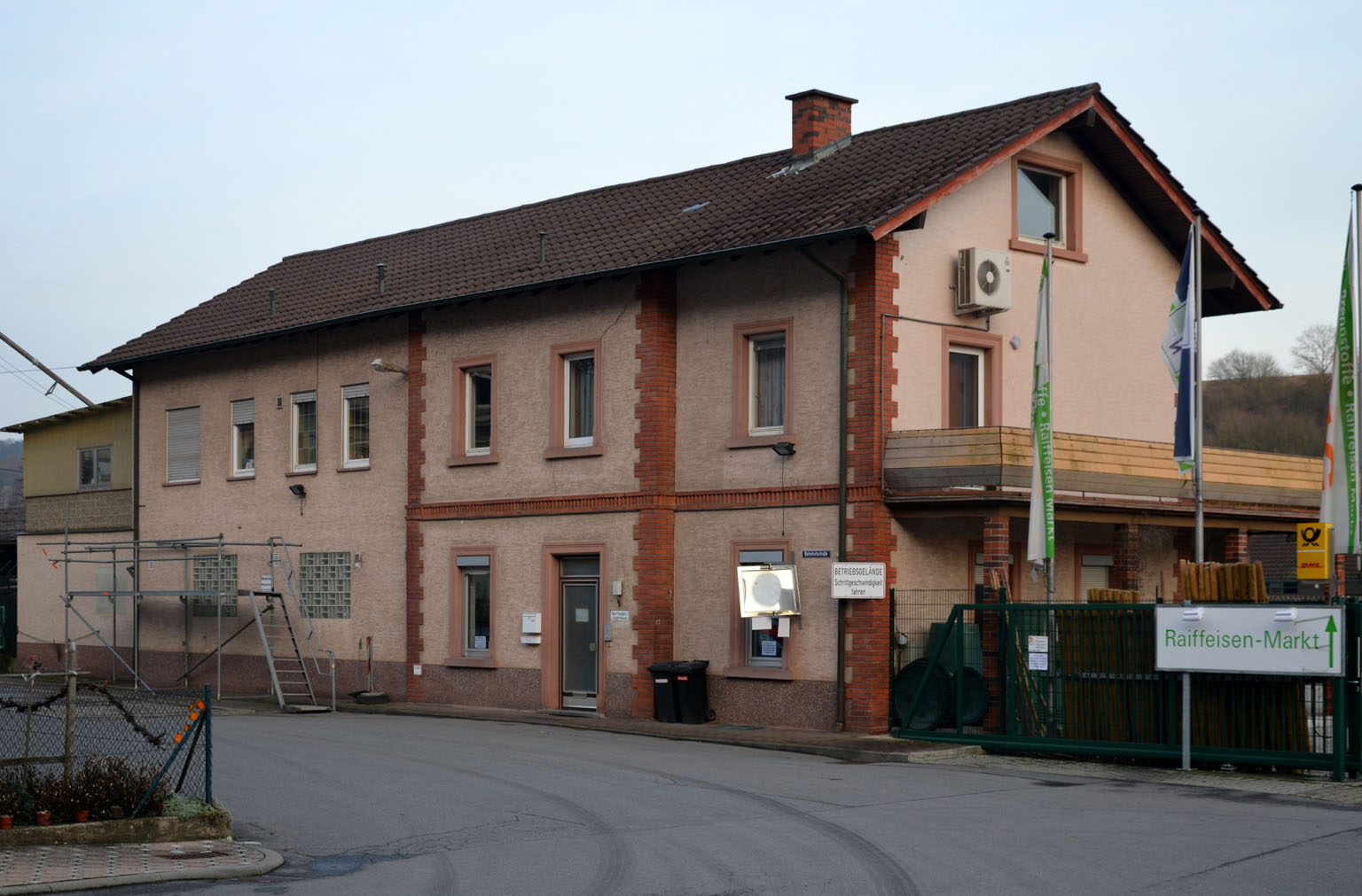
Ehemaliges Empfangsgebäude in Billigheim, heute Raiffeisen-Markt (Dezember 2011)

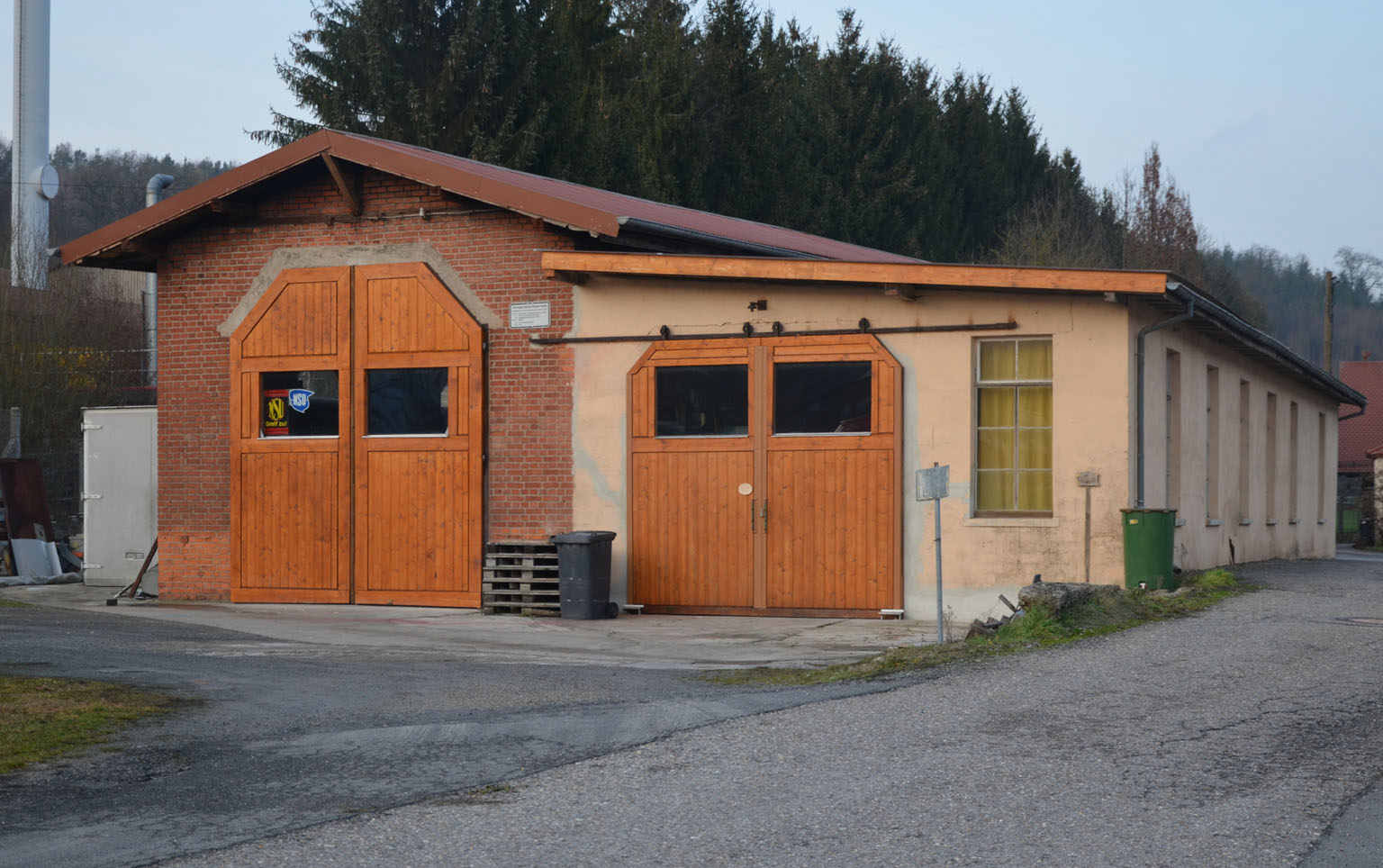
Erhaltener Lokschuppen in Billigheim mit Lkw- / Busanbau (Dezember 2011)

### Betriebsstellen
Oberschefflenz
Der Ausgangspunkt der Bahn nach Billigheim bestand aus einer viergleisigen Anlage am Bahnhofsvorplatz. Sie war bis in die Nachkriegszeit beidseitig an die Strecke Neckarelz–Osterburken angebunden, so dass sich das Empfangsgebäude der Staatsbahn in Insellage befand. In den letzten Betriebsjahren wurde das Verbindungsgleis in Richtung Neckarelz abgebaut. Bis in die 1920er Jahre gab es eine eingleisige Wagenremise.
Mittelschefflenz und Katzental
Die Bahnhöfe in Mittelschefflenz und in Katzental hatten jeweils ein kleines Empfangsgebäude und ein Ladegleis mit Laderampe.
Unterschefflenz
Das Unterschefflenzer Empfangsgebäude war zweigeschossig, daran war ein Güterschuppen angebaut. Auch hier gab es ein Ladegleis.
Billigheim (Baden)
Den Endpunkt der Bahn bildete der viergleisige Bahnhof in Billigheim, wo anfangs drei Gleise – analog zu den V&W-Endbahnhöfen in Oberbühlertal und Ottenhöfen – in einer Drehscheibe zusammen liefen. Ein Anschlussgleis führte zur Ziegelei. Für die Dampfloks gab es einen eingleisigen Lokomotivschuppen für zwei Lokomotiven und eine Werkstatt, 1938 kam ein Anbau für den Omnibus und einen Lastkraftwagen hinzu. Darüber hinaus gab es in Billigheim eine Ladestraße, einen freistehenden Drehkran, eine Gleiswaage und ein Lademaß. In Billigheim saß auch die Betriebsleitung der Schefflenztalbahn.

### Fahrzeuge
Lokomotiven
Während der Jahre des Bahnbetriebs waren in Billigheim zur Abwicklung des gesamten Verkehrs stets zwei Dampfloks stationiert. Zur Bewältigung des geringen Verkehrsaufkommens genügten Zweikuppler mit der Achsfolge B.
Die ersten beiden Loks führten die Betriebsnummern 1 und 2, im DEBG-Nummernschema später die Nummern 6 und 8. Die DEBG tauschte die Lokomotiven zwischen ihren Strecken öfters, was sich auch auf die Billigheimer Beheimatungen auswirkte. Daher sind die Stationierungen heute nicht mehr lückenlos nachvollziehbar und in der Literatur teilweise widersprüchlich angegeben. Die Lok 8 war in den 1940er Jahren auf anderen Bahnen im Einsatz, im Gegenzug kam die Lok 70 nach Billigheim, zunächst als Ersatz für die Lok 8, später kehrte sie als Ersatz für die ausgemusterte Lok 6 zurück. Ebenfalls zeitweise im Schefflenztal im Einsatz war die Lok 7 der DEBG, die heute als Denkmal am Staufener Faust-Gymnasium aufgestellt ist.
Die nachfolgend genannten Lokomotiven waren als Stammloks über einen längeren Zeitraum in Billigheim beheimatet:
| Betriebs- nummer                                                            | Bauart | Hersteller      | Baujahr | Fabrik- nummer | Zu- / Abgang |
| --------------------------------------------------------------------------- | ------ | --------------- | ------- | -------------- | --- |
| 1 (bis 1925) 6 (ab 1925)                                                    | Bn2t   | Borsig          | 1907    | 5330           | durchgehend in Billigheim stationiert, 1951 ausgemustert, im Januar 1956 in Billigheim zerlegt |
| 2 (bis 1925) 8 (ab 1925)                                                    | Bn2t   | Borsig          | 1908    | 6769           | 1941 nach Wiesloch (Strecken Wiesloch–Meckesheim und Wiesloch Stadt–Waldangelloch), 1948 zurück, 1965 ausgemustert und vor Ort zerlegt                                                                                 |
| 70 frühere DEBG-Nummern: 10 in Bodenwerder 1926–32, 22 in Menzingen 1932–35 | Bh2t   | Henschel & Sohn | 1926    | 20693          | ursprünglich Bodenwerder, über Menzingen und Neckarbischofsheim 1941 nach Billigheim, ab 1948 Einsätze in Neckarbischofsheim Nord, Duingen und Bodenwerder, 1950er Jahre zurück, 1965 ausgemustert und vor Ort zerlegt |

Wagen
Der Wagenpark der Schefflenztalbahn umfasste bei ihrer Eröffnung drei zweiachsige Personenwagen zweiter Klasse und einen Postwagen. Die Personenwagen kamen im Laufe der Jahre im Tausch zu anderen DEBG-Strecken. In den letzten Betriebsjahren waren noch zwei Personenwagen mit den Betriebsnummern 20 und 102 im Einsatz. Der 1907 gebaute Postwagen PwPost 87 lief während seiner gesamten Betriebszeit zwischen Oberschefflenz und Billigheim und wurde 1965 vor Ort verschrottet.
Die Bahn führte zeitweise drei eigene Güterwagen und einen Sprengwagen im Bestand.

### Personenverkehr

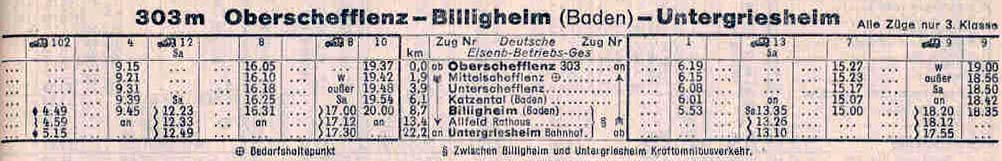
Auszug aus dem Kursbuch von 1944

1929 verkehrten auf der Strecke täglich vier Zugpaare, 1925 beförderte die Bahn 41.180 Personen, nach Einrichtung der parallelen Postbuslinie waren es 1930 nur noch 28.900 Fahrgäste. Nachdem die DEBG mit der Einführung der Buslinie die Zahl der Fahrten auf eine pro Richtung reduziert hatte, zählte die Bahn 1939 noch 15.417 Reisende. Die Einnahmen im Personenverkehr sanken von 1930 bis 1939 von rund 10.000 RM auf etwa 2.500 RM.
In den letzten Betriebsjahren gab es nur ein morgendliches Zugpaar von Billigheim nach Oberschefflenz und zurück. Wegen des geringen Verkehrsaufkommens führte der Zug nur einen Personenwagen und einen gedeckten Güterwagen für das Stückgut.

### Güterverkehr
In den Anfangsjahren erzielte die Bahn rund 60 % ihrer Einnahmen durch die Billigheimer Ziegelei. Nach dem Besitzerwechsel verlor die Strecke diesen ihren wichtigsten Kunden und das Güteraufkommen fiel von 27.000 t auf 15.000 t. Bei der verbliebenen Fracht handelte es sich im Wesentlichen um Kohle, Holz und Waren für die Landwirtschaft, nach dem Zweiten Weltkrieg wurden saisonal auch Zuckerrüben abgefahren. Mitte der 1950er Jahre transportierte die Bahn jährlich noch rund 14.000 t Güter, davon rund 6.000 t Zuckerrüben.

## Verlauf und Relikte

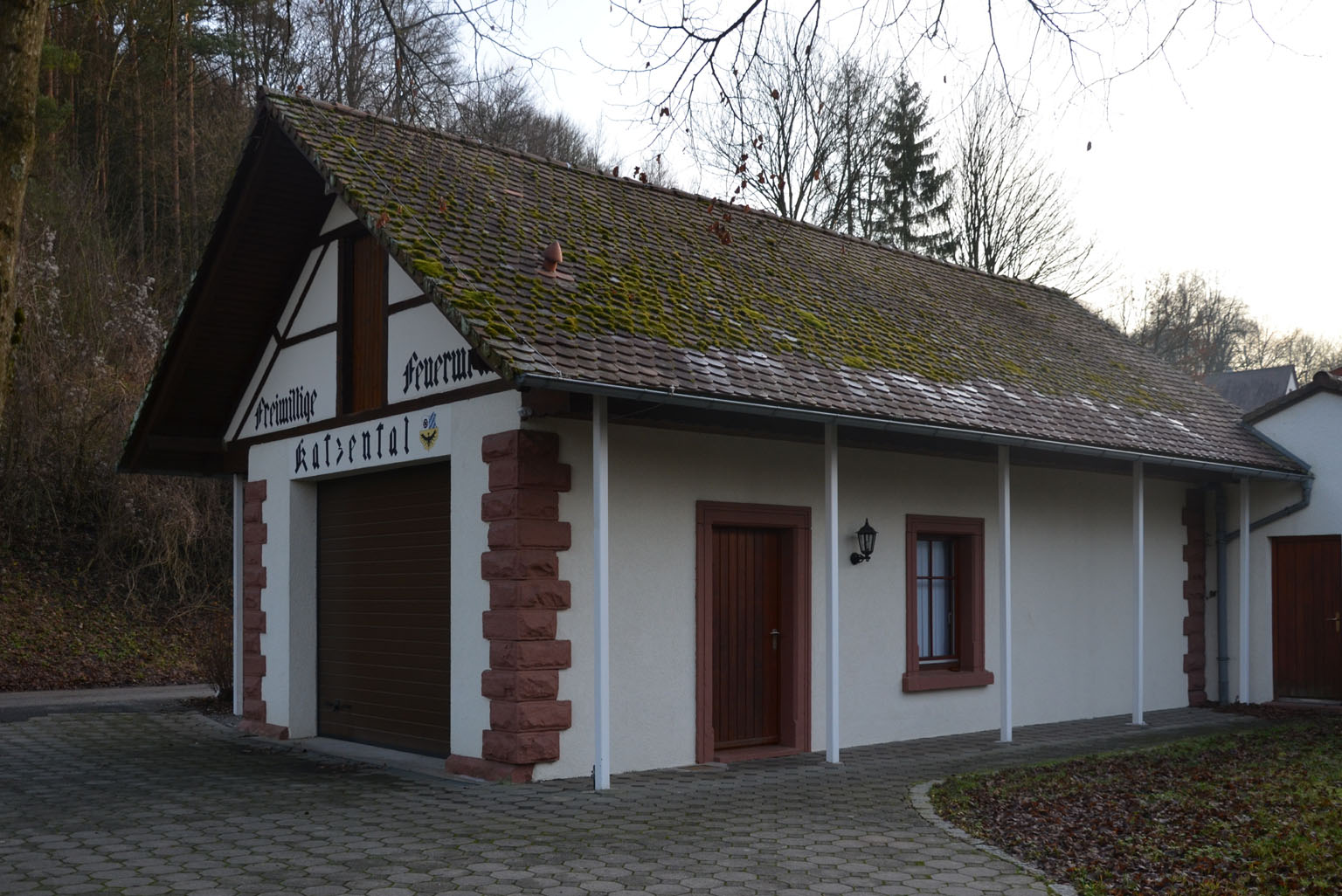
Bahnhofsgebäude in Katzental, heute Freiwillige Feuerwehr (Dezember 2011)

Obwohl die Schefflenztalbahn schon 1965 stillgelegt wurde, haben sich einige Spuren bis heute erhalten. Die Bahnstrecke verlief von ihrem Ausgangspunkt in Oberschefflenz zunächst in westlicher Richtung parallel zur Staatsbahn in Richtung Neckarelz, überquerte gemeinsam mit ihr die Sattelbachstraße und bog anschließend auf einem Damm nach Süden ins Schefflenztal ein. Die Straßenüberführung hat heute noch immer die für drei Gleise erforderliche Breite. Im weiteren Verlauf haben sich an vielen Stellen Dämme oder Geländeeinschnitte erhalten, zuweilen findet man auch Widerlager von Brücken. Auf einem Abschnitt bis nach Mittelschefflenz läuft heute ein Feldweg auf der alten Trasse. Beim Ausbau der Schefflenztallandstraße (Landesstraße 536) zwischen Mittel- und Unterschefflenz nach 1965 legte man die Neubaustrecke auf die ehemalige Bahntrasse. Zwischen Katzental und Billigheim verläuft heute ein Radweg auf ihr.
Das Bahnhofsgebäude in Katzental übernahm 1991 die dortige Freiwillige Feuerwehr, es ist heute in gutem Zustand. Am ehemaligen Endbahnhof Billigheim hat sich auf dem Bahnhofsareal ein Raiffeisenmarkt niedergelassen. Das alte Empfangsgebäude steht noch, wurde jedoch stark umgebaut. Ebenfalls erhalten geblieben ist der Lokomotivschuppen mit seinem Omnibus- und Lastkraftwagen-Anbau. Auch der Name der Gaststätte „Zum Bahnhof“ in der Nähe des ehemaligen Bahnhofs erinnert an die Schefflenztalbahn.